# New York State Rifle and Pistol Association
A New York State Rifle & Pistol Association (NYSRPA), fundada em 1871, é a maior e mais antiga organização de defesa dos direitos relativos à armas de fogo do estado de Nova York.

## Visão geral
A NYSRPA é dedicada à preservação dos direitos das armas, segurança e educação para armas de fogo e esportes de tiro. É associada à National Rifle Association of America ("NRA") e se envolve localmente em muitas atividades semelhantes às da NRA.
Os membros ativos da NYSRPA participam de muitas atividades diferentes. A organização está envolvida em campanhas legislativas e de conscientização política em Nova York. Patrocina e realiza eventos esportivos competitivos com armas de fogo em todo o estado. Finalmente, ela educa e apóia várias atividades com armas de fogo de interesse particular para jovens e mulheres na comunidade.

## Ações judiciais
Em 29 de janeiro de 2013, a NYSRPA entrou com um aviso de reclamação legal contra o altamente polêmico NY SAFE Act.
Em uma contestação separada, a NYSRPA processou a cidade de Nova York em 29 de março de 2013, buscando invalidar a restrição da cidade ao transporte de armas para fora da cidade. O Tribunal Distrital decidiu a favor de Nova York, e o Segundo Tribunal de Recursos do Circuito confirmou. A Suprema Corte dos Estados Unidos concedeu o pedido da NYSRPA para revisar o caso, o caso "New York State Rifle & Pistol Association Inc. v. City of New York" foi discutido perante a Suprema Corte em 2019.
Suprema corte dos EUA analisará o caso "New York State Rifle & Pistol Association Inc. v. Corlett" em outubro de 2021, Paul Clement, que representa a NYSRPA, disse que os juízes deveriam usar este caso para resolver a questão com firmeza. "Assim, a nação está dividida, com a Segunda Emenda viva e bem no meio da nação, e esses mesmos direitos desconsiderados perto da costa", escreveu Clement em nome da New York State Rifle & Pistol Association (NYSRPA), e dois residentes.
O diretor executivo da NYSRPA, Tom King, se opõe à lei estadual de armas, que exige que qualquer pessoa que busque uma licença para portar uma arma na modalidade de porte velado demonstre "uma necessidade especial de autoproteção". King disse que isso viola seus direitos da Segunda Emenda.